# 운문사
운문사(雲門寺)는 경상북도 청도군 운문면 신원리 호거산(虎踞山)에 있는 사찰이다. 대한불교 조계종 제9교구 본사인 동화사의 말사이다. 중국 당나라시대 선사인 운문종 개창조 운문문언의 이름에서 따왔다.
비구니 사찰이고, 비구니 교육 전문 승가대학인 운문승가대학이 있다. 부속암자 가운데는 나반존자 기도도량인 사리암이 가장 유명하다.
2023년 5월 4일부터 무료입장이 가능해졌다. 그러나, 면제는 문화재 관람료이고, 자동차를 타고 오면 주차비는 내야 한다.

## 연혁

### 삼국 시대
- 560년(신라 진흥왕 21년) : 신승(神僧)이 도우 10여명과 함께 5개의 절인 오갑사를 창건하였다. 중앙의 이름을 대작갑사(大鵲岬寺)라고 하였고, 지금의 운문사다.[8]
- 608년(신라 진평왕 30년) : 원광국사(圓光國師)가 중건하였다.

### 고려 시대
- 937년(태조 20년) : 보양국사(寶壤國師)가 중건하고, 이름을 작갑사(鵲岬寺)라고 하였다.
- 943년(태조 26년) : 고려 태조 왕건이 운문선사(雲門禪寺)라고 이름을 지어서 편액을 내렸다. 이후 운문사(雲門寺)라 불리게 된다.
- 1105년(숙종 10년) : 원진국사(圓眞國師)가 중창하였다.

### 조선 시대
- 1592년(선조 25년)이후 : 임진왜란 때 당우의 일부가 불탔다.
- 1690년(숙종 16년) : 설송(雪松)이 중건하였다.

## 주요 볼거리

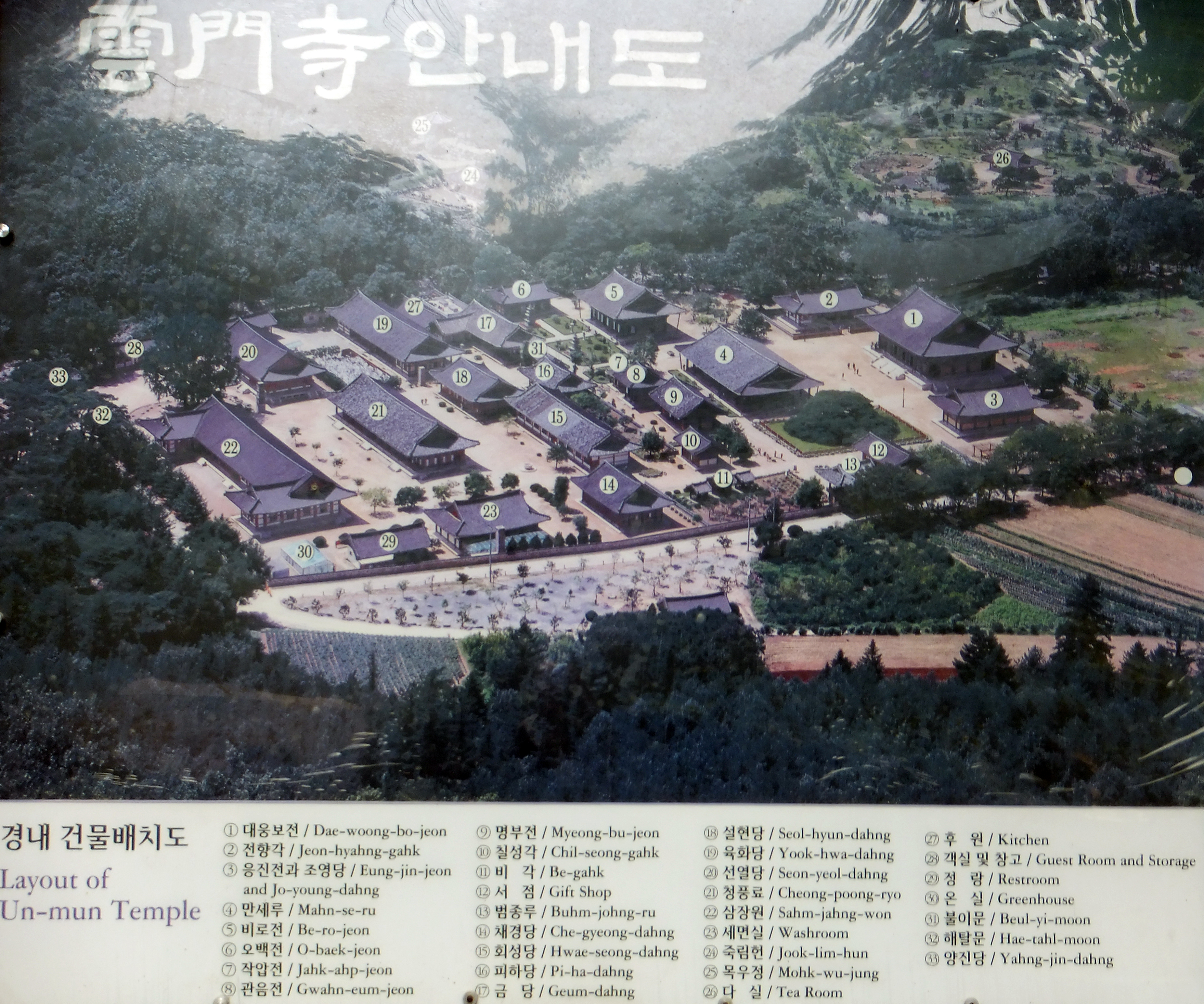
운문사 안내도

### 건축물
- 대웅보전 : 새로 신축한 전각으로 운문사에서 제일 큰 전각이다. 운문사의 모든 비구니들이 예불을 올릴 수 있을 만큼 크다.
- 비로전 : 원래 대웅보전이었으나, 새로운 대웅보전이 건축되고 나서는 비로전으로 바뀌었다.
- 만세루
- 응진전 : 석가모니 부처와 제자들이 있다.
- 관음전 : 관세음보살이 있다.
- 작압전 : 운문사의 과거 이름이 대작갑사(大鵲岬寺)였다. 작압전(鵲鴨殿)은 운문사의 시작을 알려주는 중요한 전각이다.
- 명부전
- 오백전 : 오백나한이 있다.
- 칠성각
- 전향각 : 손님 거처이다.[9]
- 법륜 : 부처님의 가르침을 전륜성왕의 윤보(輪寶)에 비유한 것이다.[10]

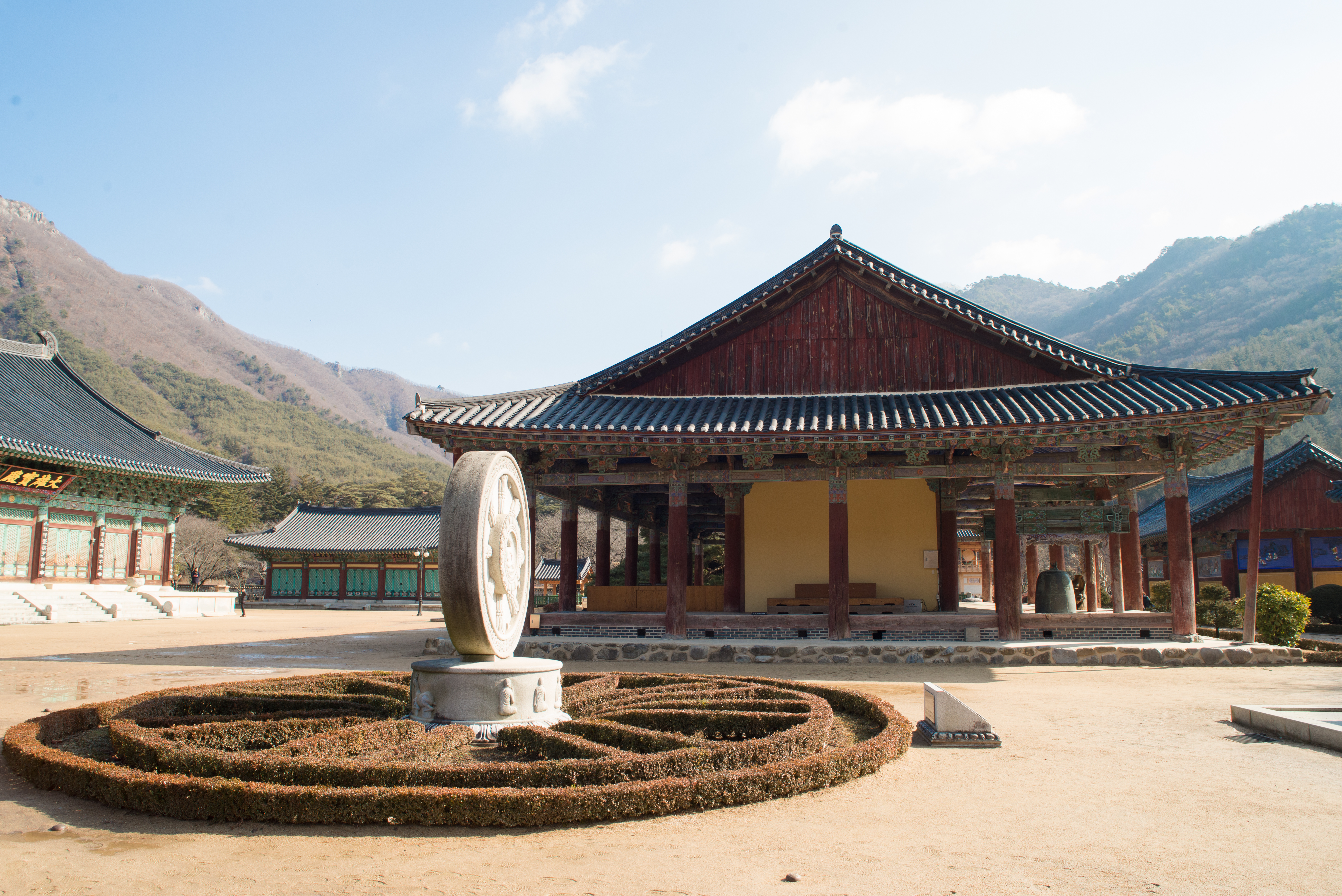
왼쪽은 대웅보전, 오른쪽은 만세루, 중앙은 법륜
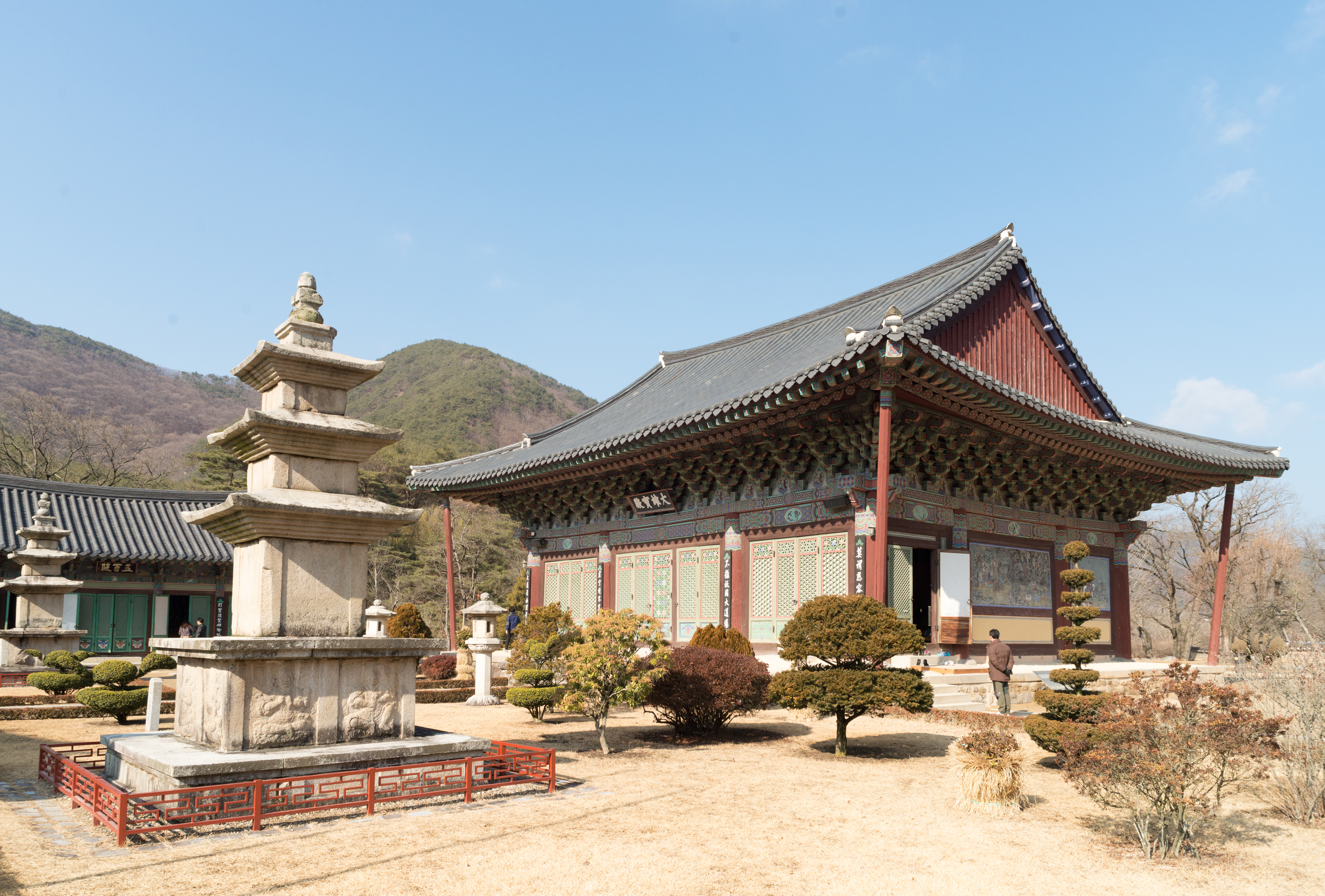
왼쪽은 오백전, 오른쪽은 비로전(구. 대웅보전), 중앙은 삼층석탑
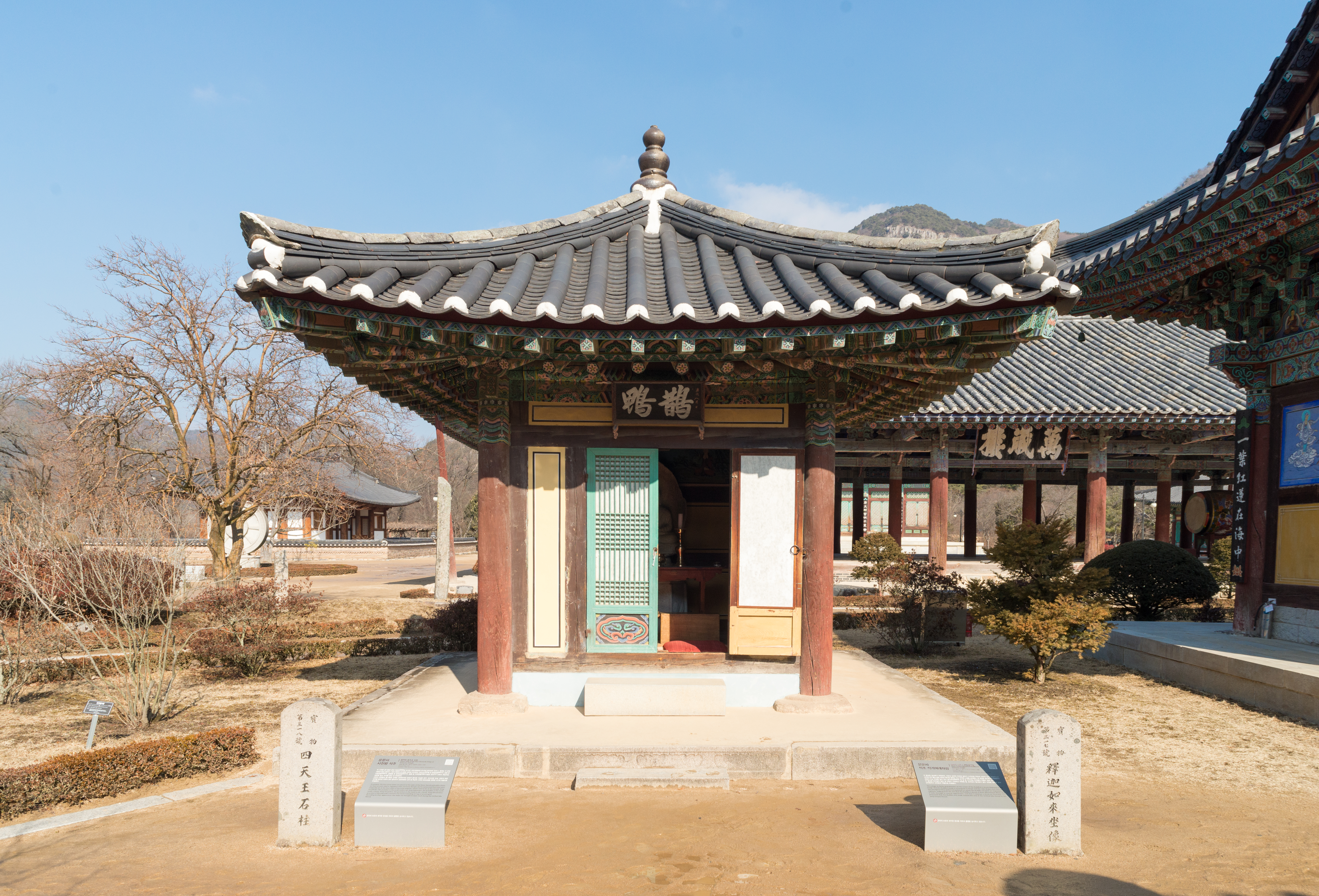
앞쪽 중앙은 작압전, 오른쪽 뒤편은 만세루
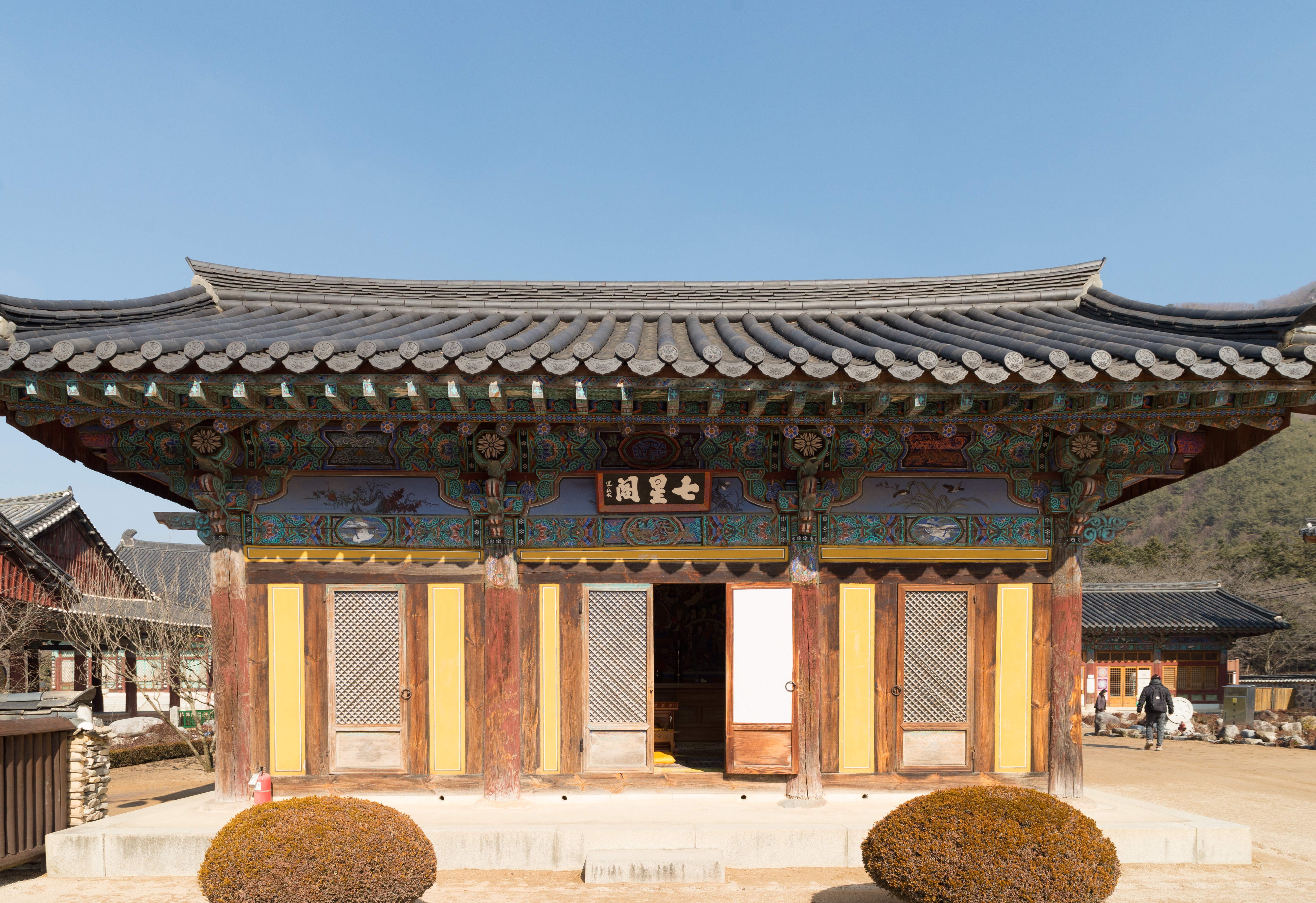
칠성각
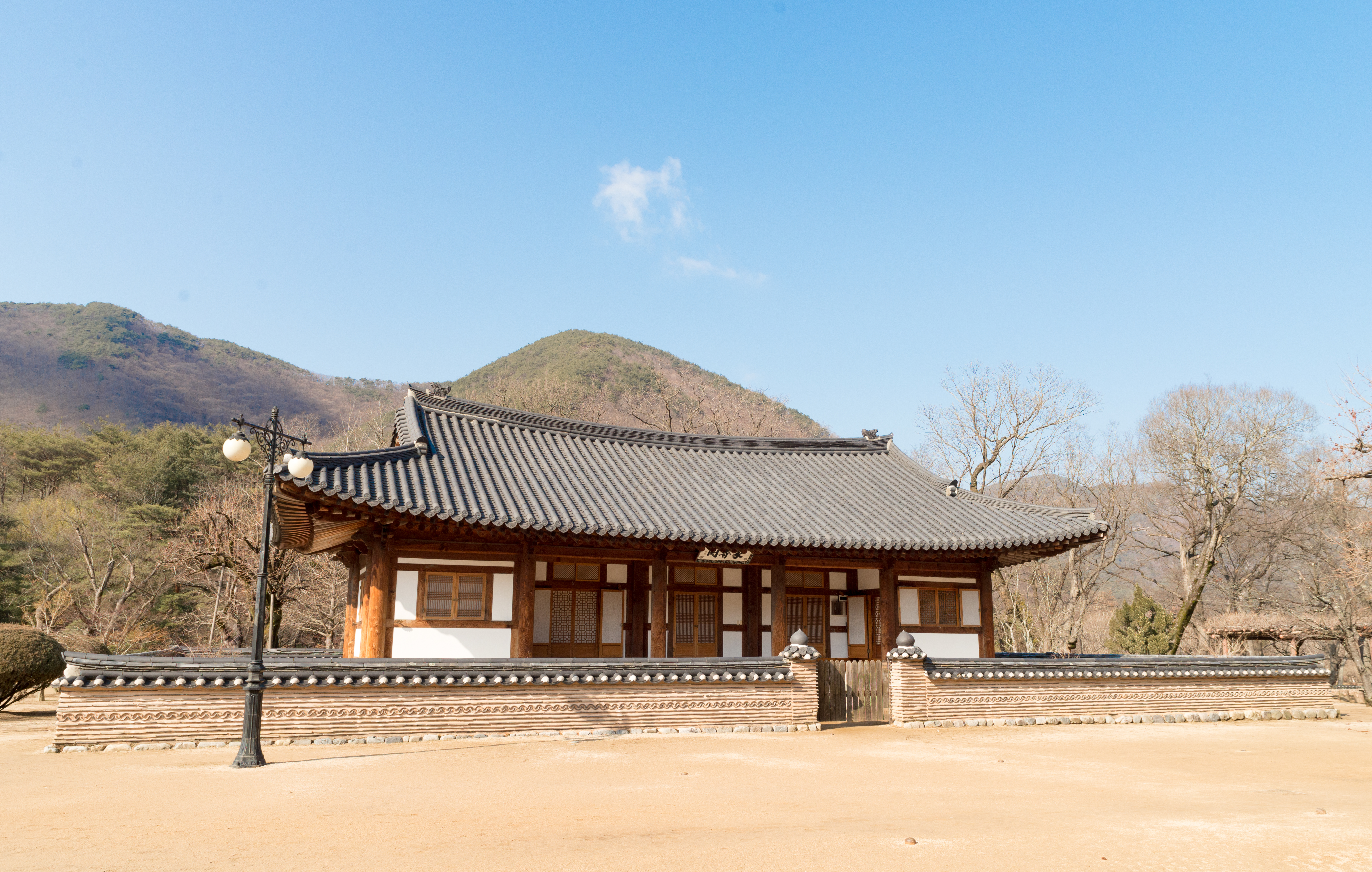
전향각

### 보물

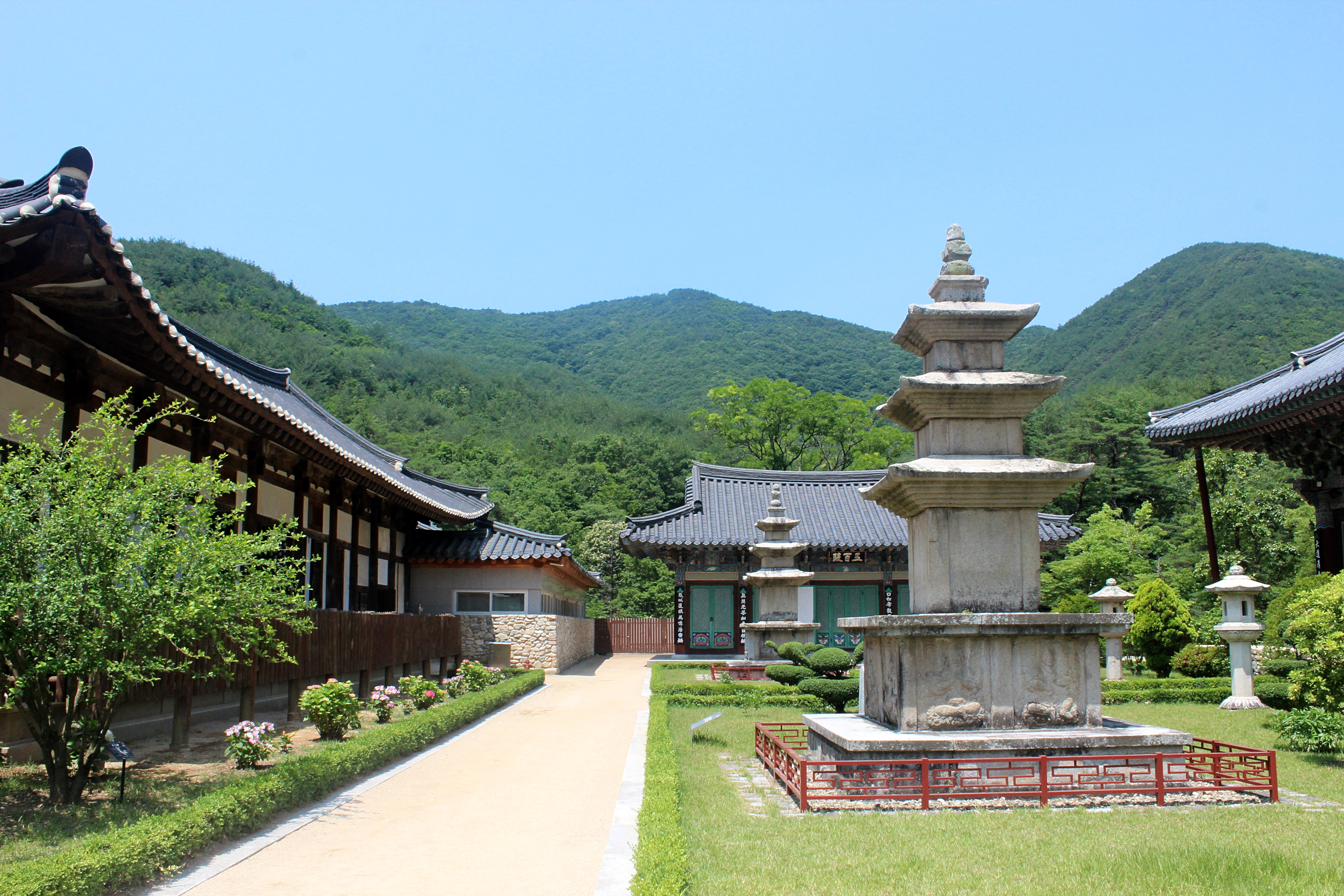
운문사 동서삼층석탑

- 보물 제193호 - 청도 운문사 금당 앞 석등(淸道 雲門寺 金堂 앞 石燈)
- 보물 제208호 - 청도 운문사 동호(淸道 雲門寺 銅壺)
- 보물 제316호 - 청도 운문사 원응국사비(淸道 雲門寺 圓鷹國師碑)
- 보물 제317호 - 청도 운문사 석조여래좌상(淸道 雲門寺 石造如來坐像)
- 보물 제318호 - 청도 운문사 석조사천왕상(淸道 雲門寺 石造四天王像)
- 보물 제678호 - 청도 운문사 동ㆍ서 삼층석탑(淸道 雲門寺 東ㆍ西 三層石塔)
- 보물 제835호 - 청도 운문사 대웅보전(淸道 雲門寺 大雄寶殿)
- 보물 제1613호 - 청도 운문사 비로자나삼신불회도(淸道 雲門寺 毘盧遮那三身佛會圖)
- 보물 제1817호 - 청도 운문사 대웅보전 관음보살 달마대사 벽화(淸道 雲門寺 大雄寶殿 觀音菩薩 達摩大師 壁畵)

### 천연기념물

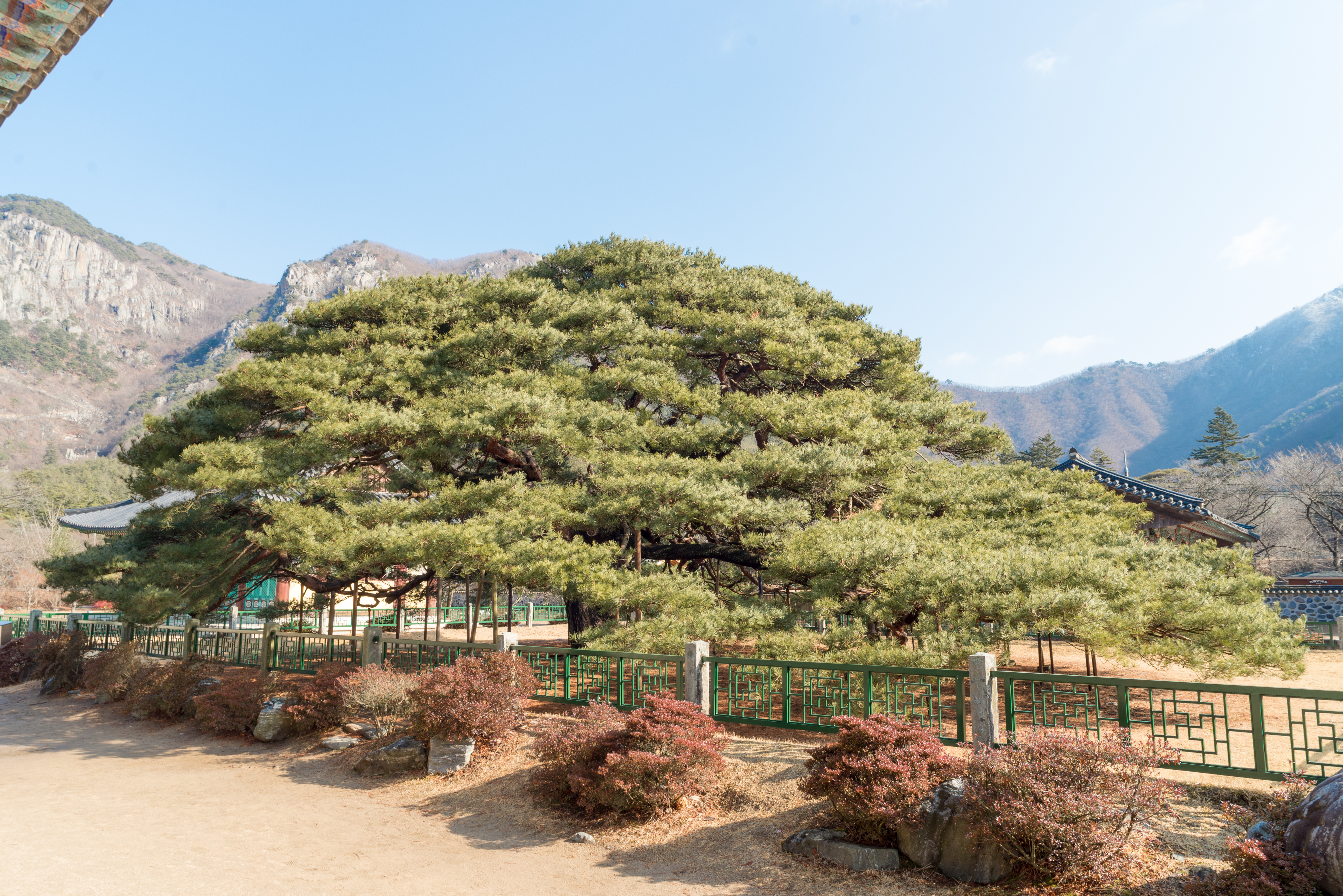
처진 소나무

- 천연기념물 제180호 - 청도 운문사 처진소나무(淸道 雲門寺 처진소나무)

### 경상북도 유형문화재
- 경상북도 유형문화재 제424호 - 청도 운문사 만세루(淸道 雲門寺 萬歲樓)

## 오갑사
560년(신라 진흥왕 21년)에 신승(神僧)이 도우 10여명과 함께 5개의 절인 오갑사를 창건하였다.
- 대작갑사 : 중앙에 위치하였다. 지금의 운문사다.
- 가슬갑사 : 운문사로부터 동쪽 9000보 지점에 위치하였다. 지금은 전하지 않는다.
- 천문갑사 : 운문사로부터 남쪽 7리쯤에 위치하였다. 지금은 전하지 않는다.
- 대비갑사 : 운문사로부터 서쪽 10리에 위치하였다. 지금의 청도 대비사다.
- 소보갑사 : 운문사로부터 북쪽 8리에 위치하였다. 지금은 전하지 않는다.

## 부속 암자
- 사리암 : 우리나라에서 제일 유명한 나반존자 기도처이다. 3번 올라가 기도하면, 1번 소원을 들어준다는 소문이 있다.[12]
- 청신암
- 내원암
- 북대암

## 운문산 4굴
동서남북 순으로 나열한다.
- 동쪽 : 사리굴(邪離窟)
- 서쪽 : 화방굴(火防窟)
- 남쪽 : 호암굴(虎巖窟)
- 북쪽 : 묵방굴(墨房窟)

## 같이 보기
- 운문산